# 梅森·米勒
梅森·詹姆斯·米勒（英語：Mason James Miller，1998年8月24日—），為美國職棒大聯盟的投手，目前效力於聖地牙哥教士隊，曾效力於運動家。

## 職業生涯
米勒在大二時就罹患第一型糖尿病，後來他在2021年大聯盟選秀第三輪被運動家選中。
2022年，米勒僅在小聯盟投了6場比賽。2023年，他直接從2A出發。他僅在2A先發一場比賽就升上3A。他在3A先發一場比賽，投出5局完全比賽，並送出11次三振。球隊也打算提前將他拉上大聯盟。他在大聯盟初登板主投4.1局，送出5次三振。但他在5月8日先發後出現手肘緊繃，後來證實是關節尺側副韌帶疲勞。因此球隊後來放棄讓他繼續擔任先發，而是將他移往牛棚。
2024年，球隊宣布米勒將擔任球隊終結者。他在4月9日拿下生涯首次救援成功，他在整個4月拿下8次救援成功，無一失手，因此獲選為美聯單月最佳後援投手。

## 個人生活
米勒是一名鷹級童軍。

## 外部連結
- 球員資訊和成績在MLB ，ESPN ，Retrosheet ，Baseball Reference ，Baseball Reference (Minors) ，Fangraphs （英文）